# Sugarcube Animation
Sugarcube Animation és un estudi d'animació nascut l'any 2016 a Corea del Sud que s'ha encarregat de l'animació de sèries exitoses com Star contra les forces del mal (Star vs the forces of evil) i Cassa Mussol (The Owl House). La seva seu a Corea es troba a Seül, i als Estats Units està situada a Los Angeles.

## Producció
La companyia se centra en el sector comercial, al contrari que els seus contemporanis Rough Draft Korea, i el seu èxit és més aviat recent, relacionat amb animacions televisives d'algunes produccions de Disney Television Animation.
Fins la data d'avui, els seus únics treballs han consistit en sèries a l'altra banda del mar amb la ja esmentada companyia d'animació de Disney.

## Tècnica
La tècnica utilitzada per Sugarcube Animation es basa en el dibuix tradicional, i intenta recrear amb softwares com Toon Boom Harmony, fonamentat sobre les tendències i mètodes de l'animació tradicional, els gestos i moviments dels personatges i objectes treballats.
Per cuidar l'acabat final, els SFX i aparença final de l'animació es treballen amb Flash i After Effects.
Així doncs, tenen tres vies de treball: animació tradicional amb paper, una combinació de Flash i Hybrid Digital (que combina el 2D i 3D o el 2D amb tradicional) i l'animació completament digital, amb el software de Harmony.

## Tòpics d'animació
Un tòpic és un tema o dispositiu narratiu utilitzat en excés. Això vol dir que es repeteixen els mateixos patrons una vegada i una altra a històries diferents per tal de facilitar-ne la narració. Aquests recursos són utilitzats per escriptors i guionistes per fer avançar les seves històries.
A l'animació, aquests clixés es refereixen a processos d'animació, gestos o recursos tècnics que es repeteixen sovint. Els més empleats per Sugarcube Animation són el sot animat i el canvi d'art.